# زهب الشامي (كشر)

تعديل مصدري - تعديل

زهب الشامي هي إحدى قرى عزلة خميس القاضي بمديرية كشر التابعة لمحافظة حجة، بلغ تعداد سكانها 241 نسمة حسب تعداد اليمن لعام 2004.